# 褶纹肋扇贝
，是莺蛤目海扇蛤科Decadopecten的一种。主要分布于南海、中国大陆、台湾，常出现在潮下带浅水区水深12－52米、泥沙、碎石、贝壳砂及软泥底，生活于浅海。